# Victoria, Malta
Victoria (până în anul 1887 a purtat numele arab Rabat) este capitala insulei Gozo, o insulă în arhipelagul maltez, din Marea Mediterană. Mai demult, în italiană purta numele de Rabato del Castello.
Orașul are o populație totală de aproximativ 6.900 de locuitori.

## Galerie de imagini

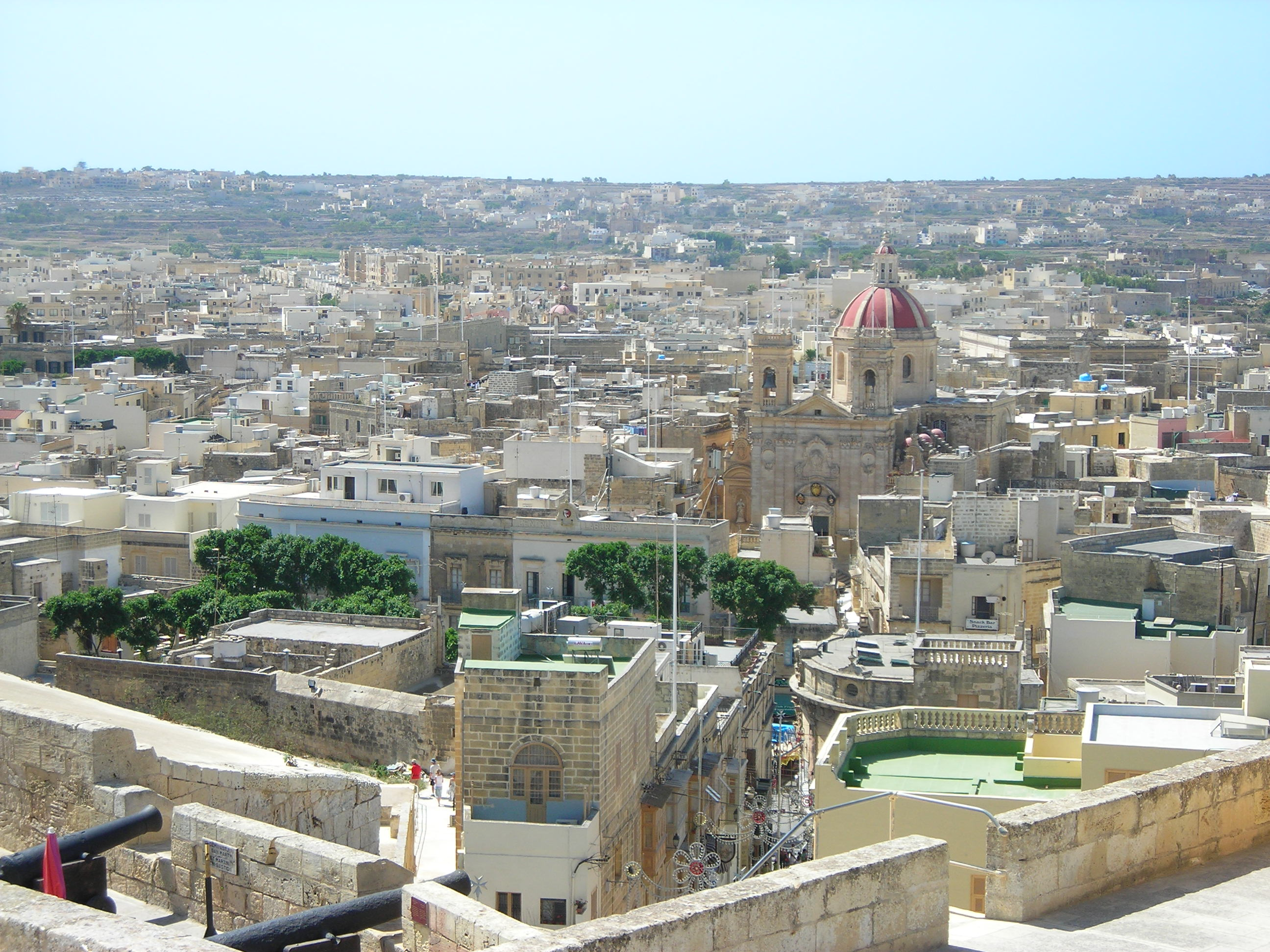
Victoria
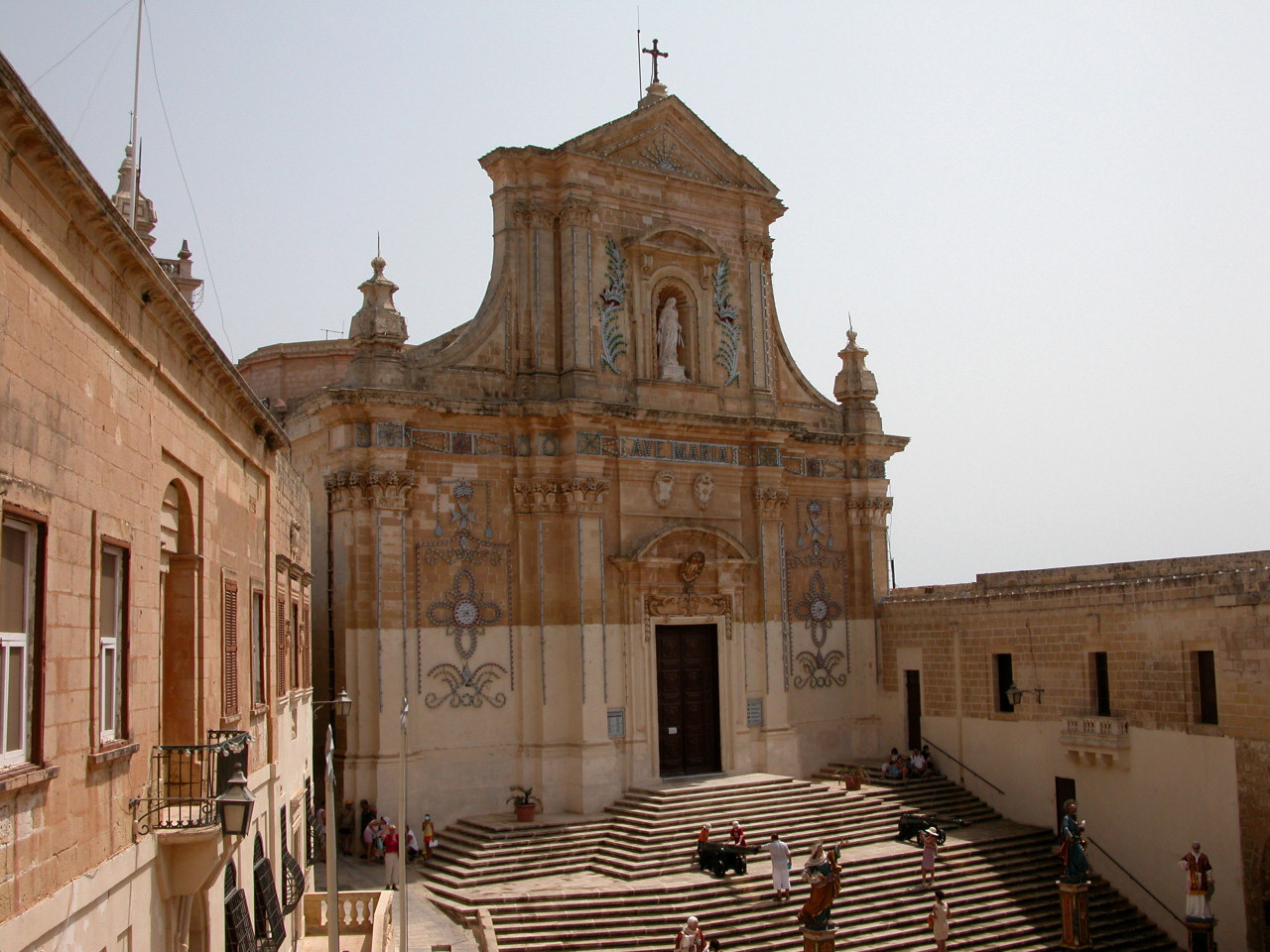
Victoria – Bazilica "Sf. Maria"